# Sean Ali
Sean Ali (* 1984 in Dayton, Ohio) ist ein US-amerikanischer Jazz- und Improvisationsmusiker (Bass).

## Leben und Wirken
Sean Ali lernte zunächst als Jugendlicher Gitarre, bevor er zur Bassgitarre und schließlich zum Kontrabass wechselte; daneben studierte er Sitar und Oud. Seit 2003 lebt er in New York City, wo er Literatur und ostasiatische Sprachen am Eugene Lang College studierte. Daneben arbeitete er seitdem u. a. mit der Avantgardeband Br’er um Benjamin Schurr sowie in Formationen mit David Grollman, Frantz Loriot, Brad Henkel, Pascal Niggenkemper (PascAli), Yukari, Lathan Hardy und Flin van Hemmen. Daneben tritt er als Solist auf, ist Gründer des Ensembles The Mudbath Orchestra und Mitbegründer des Labels Prom Night Records. Mit Pascal Niggenkemper kuratierte er die Reihe Ze Couch.

## Diskographische Hinweise
- Hag: Moist Areas (Eh?, 2001), mit Brad Henkel, David Grollman
- PascAli: Suspicious Activity (Creative Sources, 2012)
- Natura Morta / Nick Millevoi: Archaic Fetishism Volume 4 (Archaic Fetishism Cassettes, 2012)